# Working for a Nuclear Free City
Working for a Nuclear Free City ("WFANFC") est un groupe de musique nu gaze britannique, originaire de Manchester.
Les membres originaux, Phil Kay ("production" et clavier) et Gary McClure (guitare), s'associent pour former un studio en 1999. WFANFC a commencé à jouer en live en 2004, rejoint par Jon Kay comme batteur, et le bassiste Ed Hulme.
Après avoir produit au Royaume-Uni, ils créent "Businessmen & Ghosts" en novembre 2007 à destination des États-Unis . Le groupe est issu de nombreuses influences dont des artistes aussi disparates que Bill Evans (pianiste de jazz américain), Devo (groupe américain de new wave), The Grateful Dead (groupe de rock américain) et The Chemical Brothers (groupe d'electro britannique). La musique de WFANFC est décrite comme "Un rêve parfaitement lucide avec un millier d'influences" et "aussi frais que de la pluie". En ce qui concerne leur importance, de grands groupes médiatiques comme la BBC ont dit que : "c'est la façon dont WFANFC and The Longcut, un autre groupe de musique britannique, ont distillé l'histoire de Manchester dans un excitant mélange futuriste qui les rend importants."
WFANFC's a été récompensé par de nombreuses entités telles que Spin (magazine), la BBC, Stylus Magazine. Leur chanson "Rocket" a été diffusée sur les ondes de la BBC en juin 2007. Le groupe est reconnaissable à son style unique mais varié, de l'électronique au shoegazing en passant par la musique d'ambiance.

## Discographie

### Albums
- Working for a Nuclear Free City (2006)
- Businessmen & Ghosts (2007)
- Jojo Burger Tempest (2010)

### EP
- Rocket